# KK Železnik
Maillots
Le KK ILR, aussi connu sous le nom de FMP Železnik ou de KK FMP est un ancien club serbe de basket-ball issu de la ville de Belgrade. Le club appartenait à la plus haute division du championnat serbe. Ses bonnes performances lui assuraient également fréquemment une place en Ligue adriatique.
En août 2011, le KK FMP, en proie à des problèmes financiers, est absorbé par l'Étoile rouge de Belgrade.

## Palmarès
International
- Ligue adriatique : 2004, 2006

Serbie
- Coupe de Serbie : 2007

Serbie-et-Monténégro
- Coupe de Serbie-et-Monténégro : 2003, 2005

Yougoslavie
- Coupe de Yougoslavie : 1997

## Joueurs célèbres et marquants
- Miloš Teodosić
- Miroslav Raduljica
- Guy Pnini
- Branko Lazić
- Luka Pavićević
- Milan Mačvan
- Reggie Freeman
- Zoran Erceg
- Duško Savanović

## Entraineurs successifs
- Vlade Đurović